# Dennis Fong

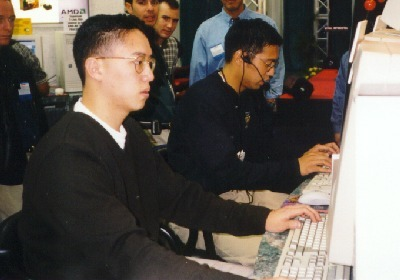
Thresh (im Vordergrund) 1997

Dennis „Thresh“ Fong (chinesisch 方鏞欽; * 1977 in Hongkong) ist ein ehemaliger E-Sportler und ein Unternehmer in der Computerspielbranche. 

## E-Sport
Bereits 1995 gewann Fong das von Microsoft veranstaltete Deathmatch '95 Turnier. Zwei Jahre später gewann er im Mai 1997 das Red Annihilation Turnier und damit den 1987er Ferrari 328 GTS von John Carmack. In seiner aktiven Spielerlaufbahn nahm er erfolgreich an Doom I-II, Warcraft II und Quake I-III Turnieren teil.
Fong verwendete die WASD-Konfiguration, als viele Spieler noch mit den Pfeiltasten navigierten. Ihm wird großer Anteil daran zugeschrieben, die heute etablierte WASD-Konfiguration populär zu machen.

## Unternehmer
Fong war 2003 Mitgründer von Xfire, das im April 2006 für 102 Millionen US-Dollar an Viacom verkauft wurde. Im Jahr 2007 gründete Fong  mit Raptr ein neues Startup-Unternehmen.